# Ozineus dimidiatus
Ozineus dimidiatus är en skalbaggsart som beskrevs av Aurivillius 1922. Ozineus dimidiatus ingår i släktet Ozineus och familjen långhorningar. Inga underarter finns listade i Catalogue of Life.